# Marko Tuulola
Marko Tuulola, född 7 februari 1971 i Tavastehus, Finland, är en finländsk före detta professionell ishockeyspelare (back).
Han har vunnit SM-guld med Brynäs 1999.